# Raiquan Clark
Raiquan Clark (n. New Haven (Connecticut), USA, el 19 de agosto de 1995) es un baloncestista estadounidense. Con 1,98 metros de estatura, juega en la posición de alero que actualmente juega en el ART Giants Düsseldorf de la ProA (Basketball Bundesliga), la segunda división alemana. 

## Trayectoria deportiva

### Universidad
Formado en las categorías inferiores del Hillhouse High School New Haven (Connecticut) y del Trinity-Pawling School en Pawling, Nueva York. En 2015, ingresó en la Universidad de Long Island, donde jugaría la División II de la NCAA con los LIU Sharks durante cinco temporadas, desde 2015 a 2020.   

### Profesional
Tras no ser drafteado en 2020, el 27 de junio de 2021 firma por el Panthers Schwenningen de la ProA, la segunda división alemana.
El 29 de agosto de 2022, firma por el Albacete Basket de la Liga LEB Oro. El 1 de enero de 2023, el jugador llega a un acuerdo con el club para rescindir su contrato.
El 12 de febrero de 2023, firma por el BBC Etzella de la Total League, la máxima competición de Luxemburgo.
En agosto de 2023, firma por el ART Giants Düsseldorf de la ProA (Basketball Bundesliga).